# Jonathan Bender
Jonathan Bender (* 30. Januar 1981 in Picayune, Mississippi) ist ein ehemaliger US-amerikanischer Basketballspieler.  Er spielte die Position des  Power Forward.
Bender spielte vor Beginn seiner Profikarriere an der Picayune Memorial High School, bevor er beim NBA Draft 1999 an 5. Stelle von den Toronto Raptors ausgewählt wurde. Anschließend wurde er für Antonio Davis zu den Indiana Pacers getradet. Die ersten beiden Jahre kam Bender selten zum Einsatz. 2000–01 spielte er seine beste Saison. In dieser erzielte er 7,4 Punkte und 3,1 Rebounds in 78 Spielen. Er unterschrieb daraufhin einen neuen Vertrag für 28,5 Millionen US-Dollar für vier Jahre. In den folgenden Jahren war Benders Karriere von schweren Verletzungen geprägt. So verpasste er 2003/04 61 Spiele, 2004/05 75 Spiele und 2005/06 80 von 82 Spielen. Sein Vertrag wurde im am 14. Juni 2006 von den Pacers aufgelöst. Nach hartnäckigen Verletzungen beendete Bender seine Karriere im selben Sommer, im Alter von nur 25 Jahren. 
Am 13. Dezember 2009 schaffte er überraschend seine Rückkehr in die NBA, als er von den New York Knicks unter Vertrag genommen wurde. Für die Knicks absolvierte Bender 25 Spiele und erzielte dabei 4,7 Punkte und 2,1 Rebounds pro Spiel. Während seiner Basketballlaufbahn erreichte Bender im Schnitt 5,5 Punkte 2,2 Rebounds und 0,6 Assists pro Spiel. 